# 인시디어스 3
《인시디어스 3》(영어: Insidious: Chapter 3)은 2015년 공개된 미국의 초자연 공포 영화이다. 《인시디어스: 두번째 집》(2013)의 후속작이자 인시디어스 영화 시리즈 세 번째 작품이다. 전편에서 각본을 담당했던 리 워넬이 각본과 더불어 연출까지 맡았다.
이 영화는 2015년 6월 5일에 개봉되었으며 비평가들로부터 엇갈린 평가를 받았고 예산 1,100만 달러 대비 1억 1,300만 달러의 수익을 올렸다. 속편인 《인시디어스 4: 라스트 키》는 2018년 1월에 개봉되었다.

## 줄거리
영화는 램버트 가족의 이야기가 시작되기 3년 전인 2007년을 배경으로 한다. 십 대 소녀 퀸 브레너는 돌아가신 엄마 릴리의 영혼과 소통하려다 은퇴한 악마학자 엘리스 레이니어에게 도움을 청한다. 엘리스는 악령의 존재를 감지하고 퀸에게 다시는 영혼과의 접촉을 시도하지 말라고 경고하지만, 퀸은 이후 의문의 존재로 인해 교통 사고를 당해 다리가 부러지고 집에서 지내게 된다.
집에 머무는 동안 퀸은 초자연 현상을 겪으며 숨을 못 쉬는 남자라는 기괴한 형체의 악령을 목격하고, 그 악령이 자신을 사고에 빠뜨린 존재임을 알게 된다. 한편 엘리스는 남편을 잃은 슬픔에 잠겨있었지만, 퀸의 아버지 숀의 간곡한 부탁과 옛 동료 칼의 설득으로 다시 영적 능력을 사용하기로 결심한다. 엘리스는 악령이 생명력을 흡수하기 위해 사람들을 "더 먼 곳"(The Further)이라는 영적 세계로 유인한다는 사실을 깨닫고, 그곳에 들어가 퀸을 구하려 한다.
엘리스는 더 먼 곳에서 검은 옷을 입은 신부 형상의 악령과 마주치고, 죽은 남편 잭의 영혼으로 변장한 숨을 쉴 수 없는 남자와 격투를 벌인다. 엘리스는 퀸을 구하려 하지만, 결국 퀸 스스로 악령을 물리쳐야 한다는 사실을 깨닫는다. 퀸은 엄마 릴리가 남긴 편지를 통해 용기를 얻고, 악령의 산소 마스크를 벗겨내 물리치는 데 성공하고 더 먼 곳을 빠져나온다. 엘리스는 퀸에게 릴리의 영이 곁에 나타났음을 알리고 릴리는 늘 퀸을 지켜볼 거라고 전한다. 엘리스는 브레너 가족에게 작별 인사를 건네고, 이번 사건을 함께 해결한 스펙스, 터커를 새 동료로 삼는다.
후에 엘리스의 집에서 그녀의 등 뒤로 붉은 얼굴의 존재(립스틱페이스 악령)가 나타나는 가운데 영화가 마무리된다.

## 출연진
- 린 셰이 - 엘리스 레이니어 역
- 스테퍼니 스콧 - 퀸 브레너 역
- 더멋 멀로니 - 숀 브레너 역
- 앵거스 샘프슨 - 터커 역
- 리 워넬 - 스펙스 역
- 헤일리 기요코 - 매기 역
- 테이트 버니 - 앨릭스 브레너 역
- 마이클 리드 매케이 - 숨을 못 쉬는 남자 역
- 톰 갤럽 - 헨더슨 의사 역
- 스티브 콜터 - 칼 역
- 필리스 애플게이트 - 그레이스 역
- 애슈턴 모이오 - 헥터 역
- 엘리 키츠 - 릴리스 브레너 역
- 톰 피츠패트릭 - 검은 옷을 입은 신부 역
- 개릿 라이언 - 어린 조시 램버트 역
- 조지프 비샤라 - 립스틱페이스 악령 역
- 제임스 완 - 연극 연출가 역
- 에이드리언 스파크스 - 잭 레이니어 역
- 필 에이브럼스 - 멜 역
- 루벤 가르피아스 - 어네스토 역
- 어매리스 데이비드슨 - 간호사 역

## 기타 제작진
- 세트: 로리 메이저
- 의상: 아리엘라 월드코헤인